# Brittiska Arktisexpeditionen 1875–1876

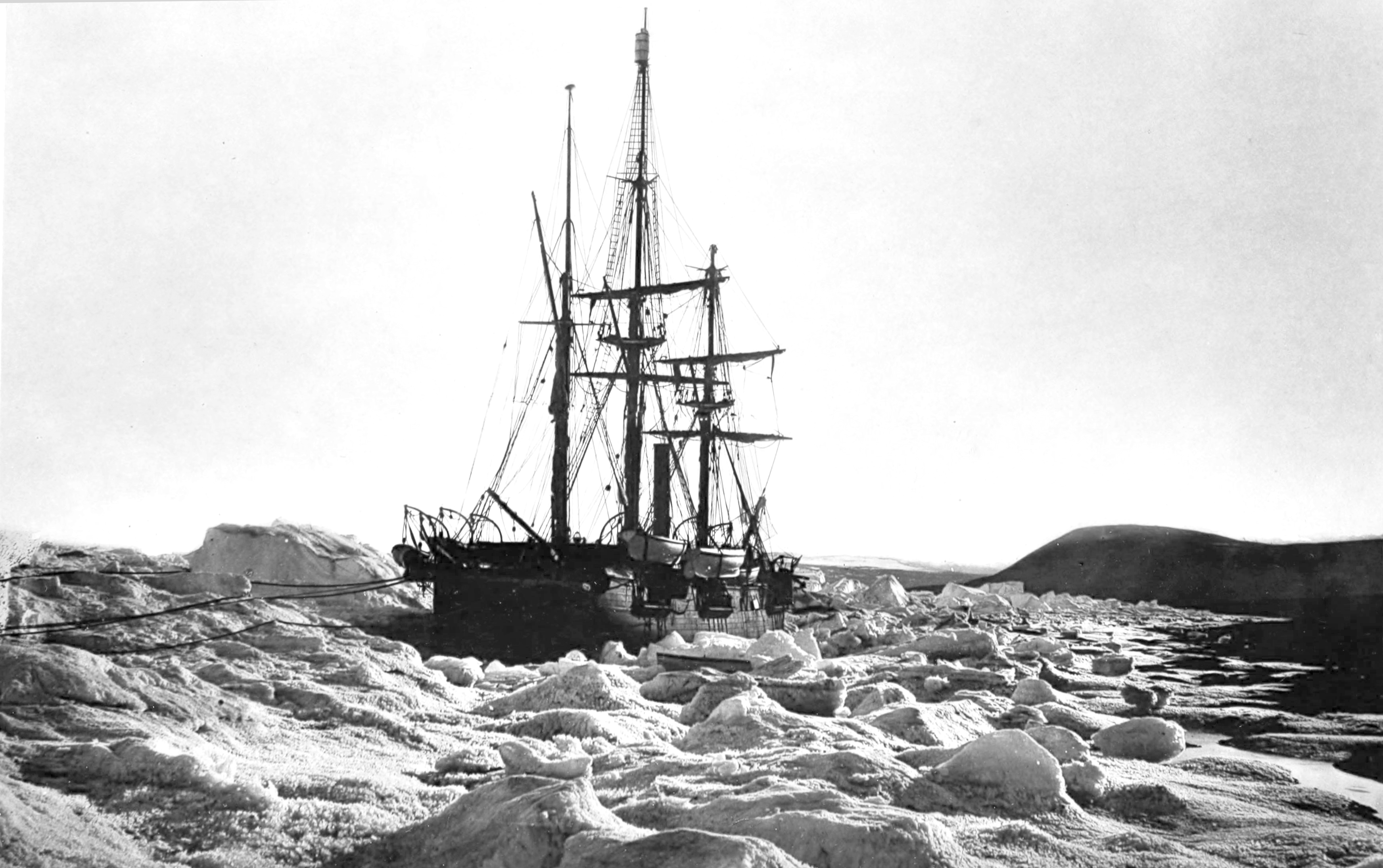
HMS Alert i packisen under den brittiska Arktisexpeditionen 1876

Brittiska Arktisexpeditionen 1875-1876, ledd av sir George Strong Nares, skickades av amiralitetet i ett försök att nå nordpolen via Smiths sund. De två fartygen HMS Alert och HMS Discovery, under ledning av kapten Henry Frederick Stephenson, avseglade från Portsmouth 29 maj 1875. Expeditionen misslyckades med att nå nordpolen, men nådde stora framsteg i utforskningen av Grönlands och Ellesmere Islands kuster. Dessutom inhämtades stora mängder vetenskapliga uppgifter.
Under expeditionen blev Nares den förste polarforskaren som förde sina fartyg hela vägen genom kanalen mellan Grönland och Ellesmere Island ut i Lincolnhavet. Kanalen fick senare namnet Nares sund. Fram till den tiden var det en utbredd uppfattning att kanalen skulle leda till ett öppet ishav, ett isfritt område som omgav nordpolen, men Nares såg endast ett istäckt hav. En slädgrupp under kommendör Albert Hastings Markham satte nytt rekord i att ta sig längst norrut då de lyckades nå 83°20'26"N breddgraden, men expeditionen blev som helhet i det närmaste en katastrof. Besättningen led svårt av skörbjugg samt hade dåliga kläder och utrustning. När det stod klart för Nares att besättningen inte skulle klara ytterligare en vinter vände han sommaren 1876 snabbt sina två fartyg söderut.
Marinpersonalen och topograferna, bland andra Thomas Mitchell, lyckades genom fotografier dokumentera den nordliga ursprungsbefolkningen och de landskap som senare skulle bli Northwest Territories och Nunavut i Kanada.
Med på expeditionen fanns sergeant Adam Ayles, som fick ge namn åt Ayles Ice Shelf och Mount Ayles. Expeditionen fick även ge namn åt Markham Ice Shelf, Nares sund samt Alert i Nunavut, den nordligaste bebodda platsen på jorden.